# Shiela Grant Duffová

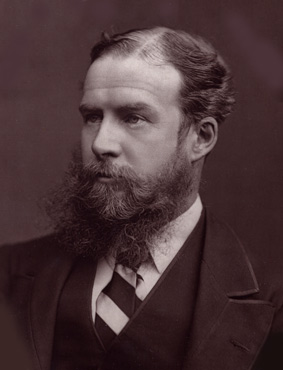
Dědeček z matčiny strany: Sir John Lubbock, První Baron Avebury

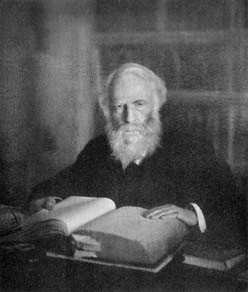
Dědeček z otcovy strany: Sir Mountstuart Elphinstone Grant Duff

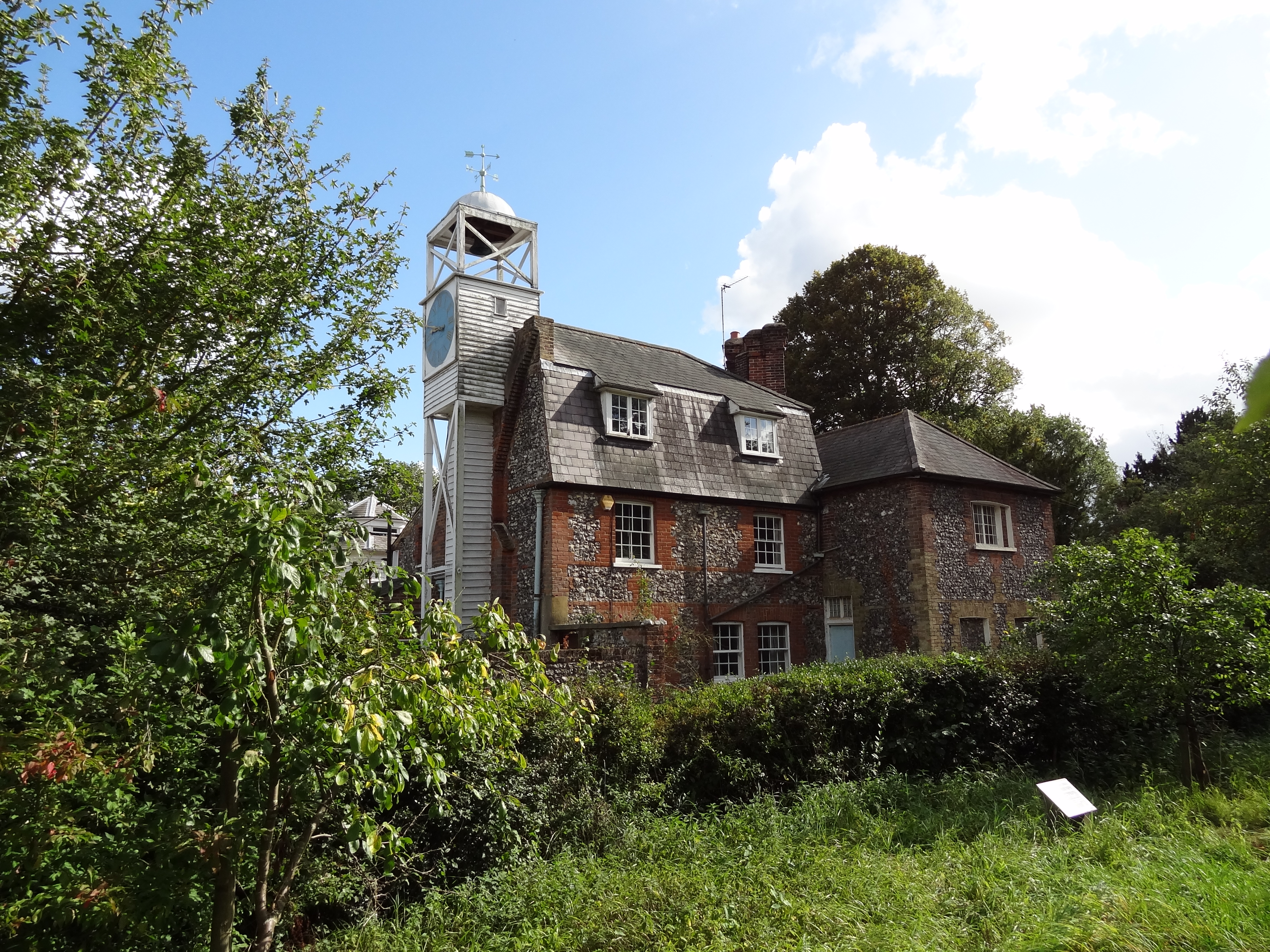
The Clock House poblíž High Elms Country Parku (2011)

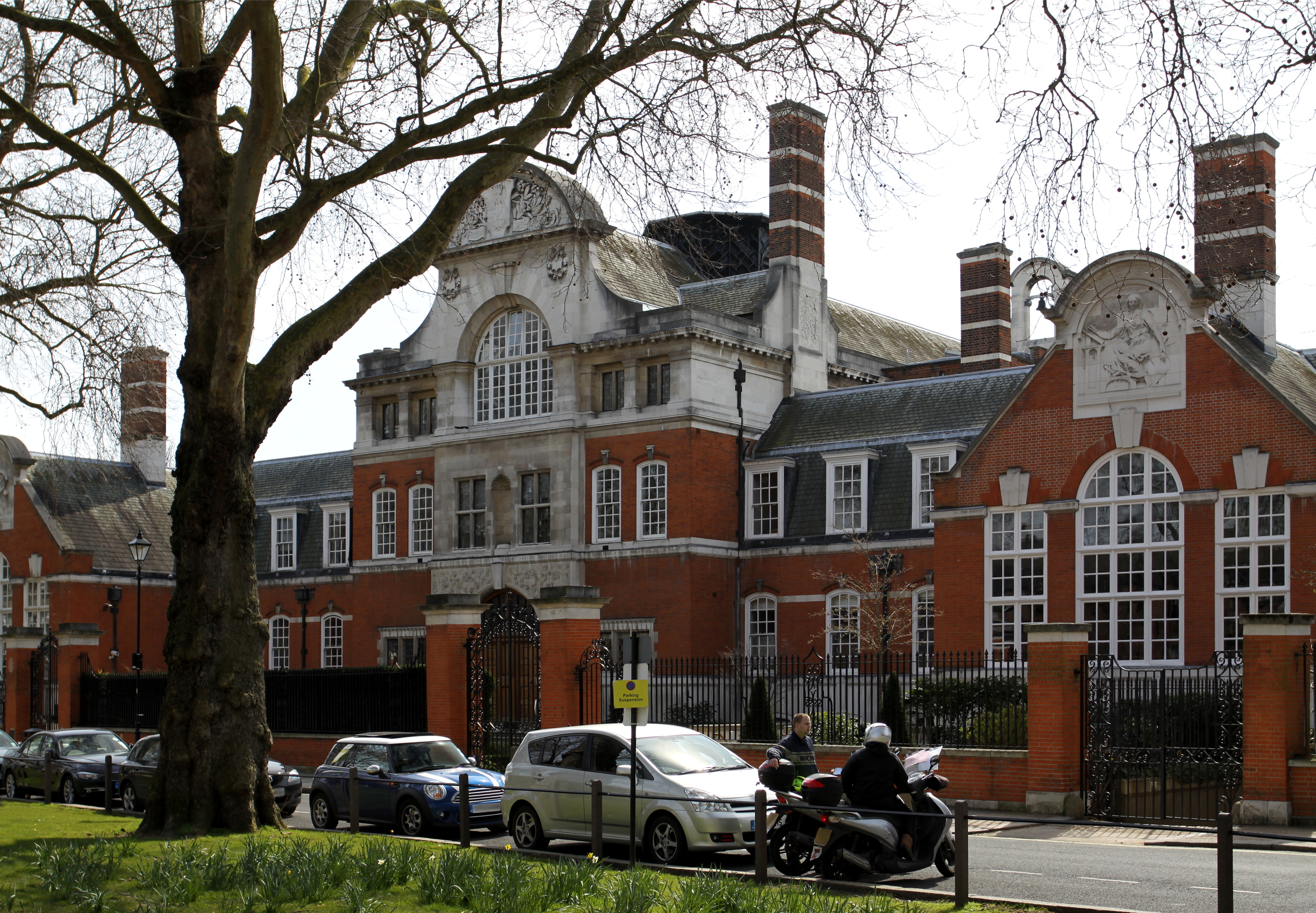
St Paul's Girls' School – nezávislá denní škola pro dívky

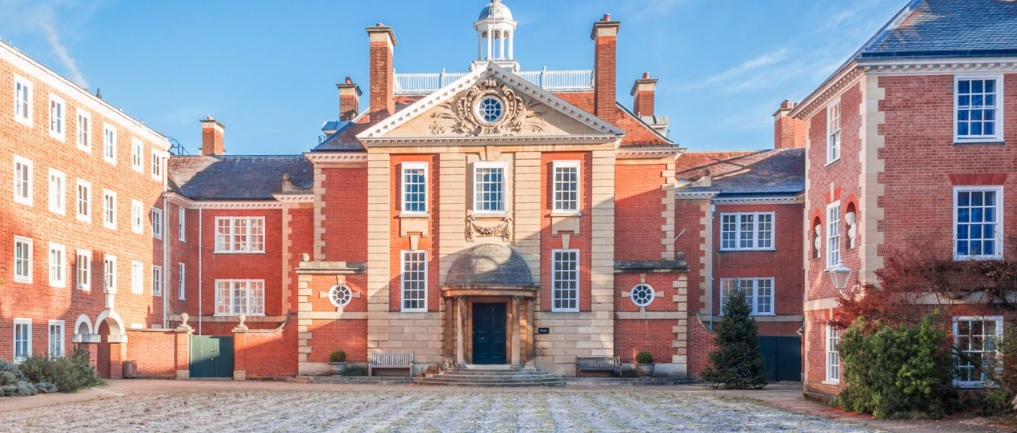
Lady Margaret Hall, Oxford

Logo BBC World Service (2011)

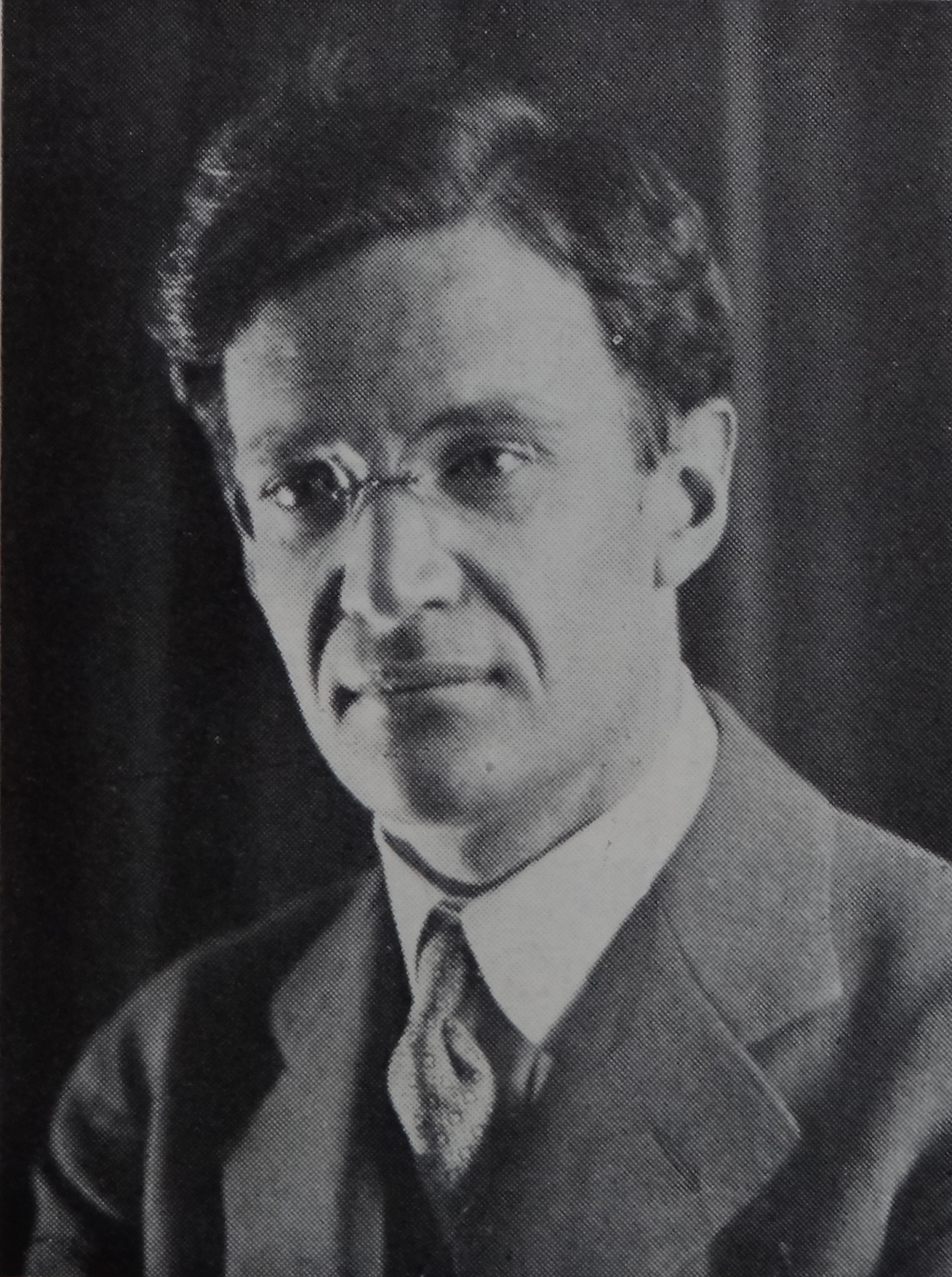
Americký novinář Edgar Ansel Mowrer

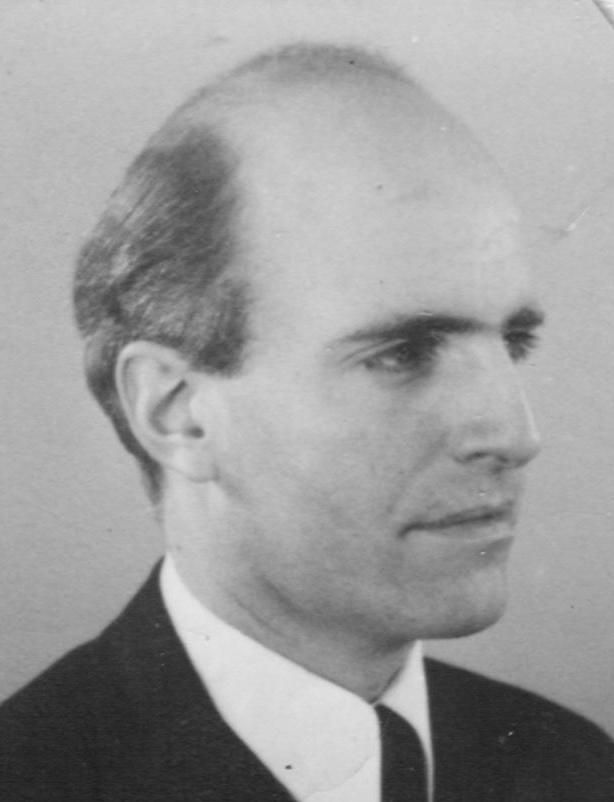
Friedrich Adam von Trott zu Solz

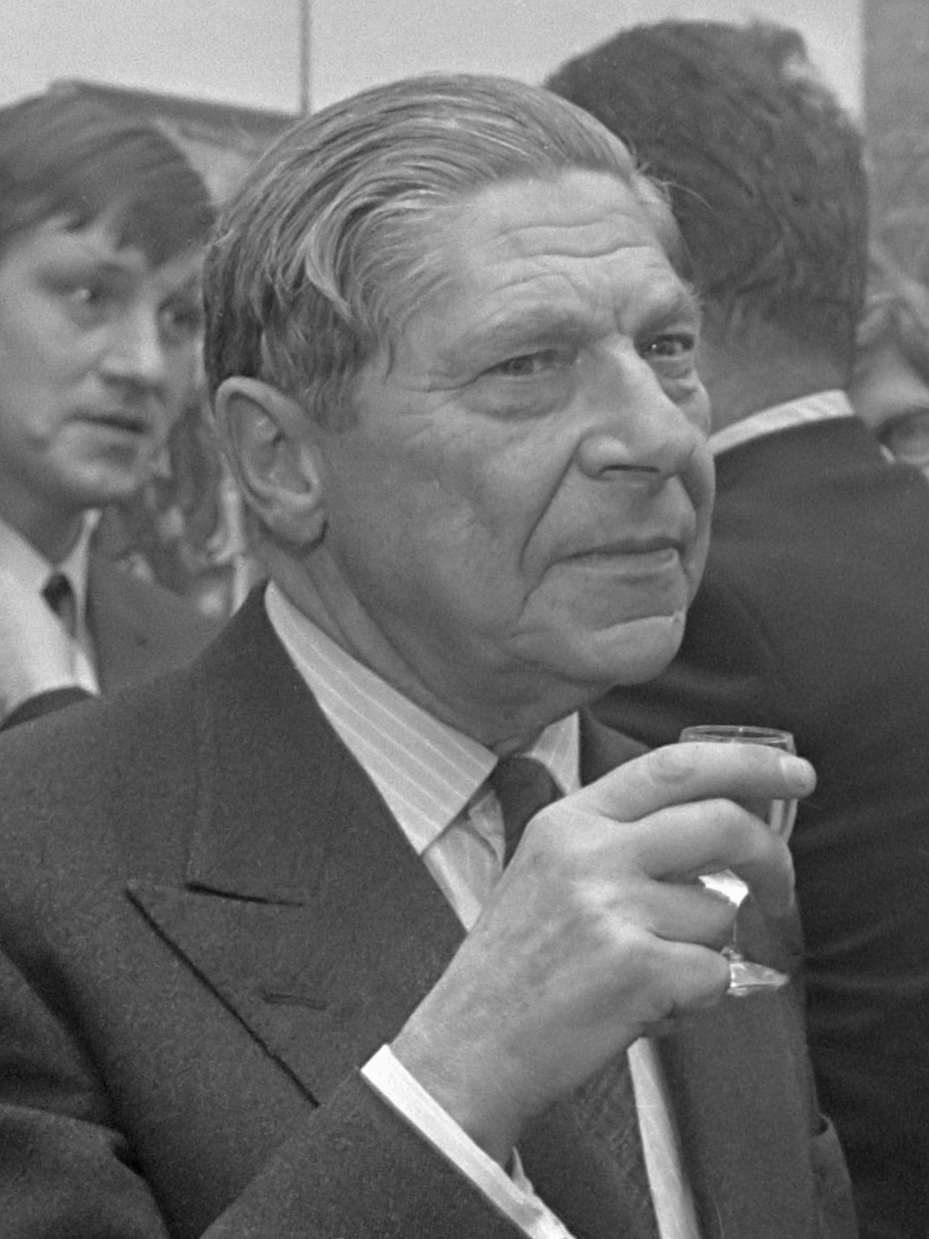
Arthur Koestler

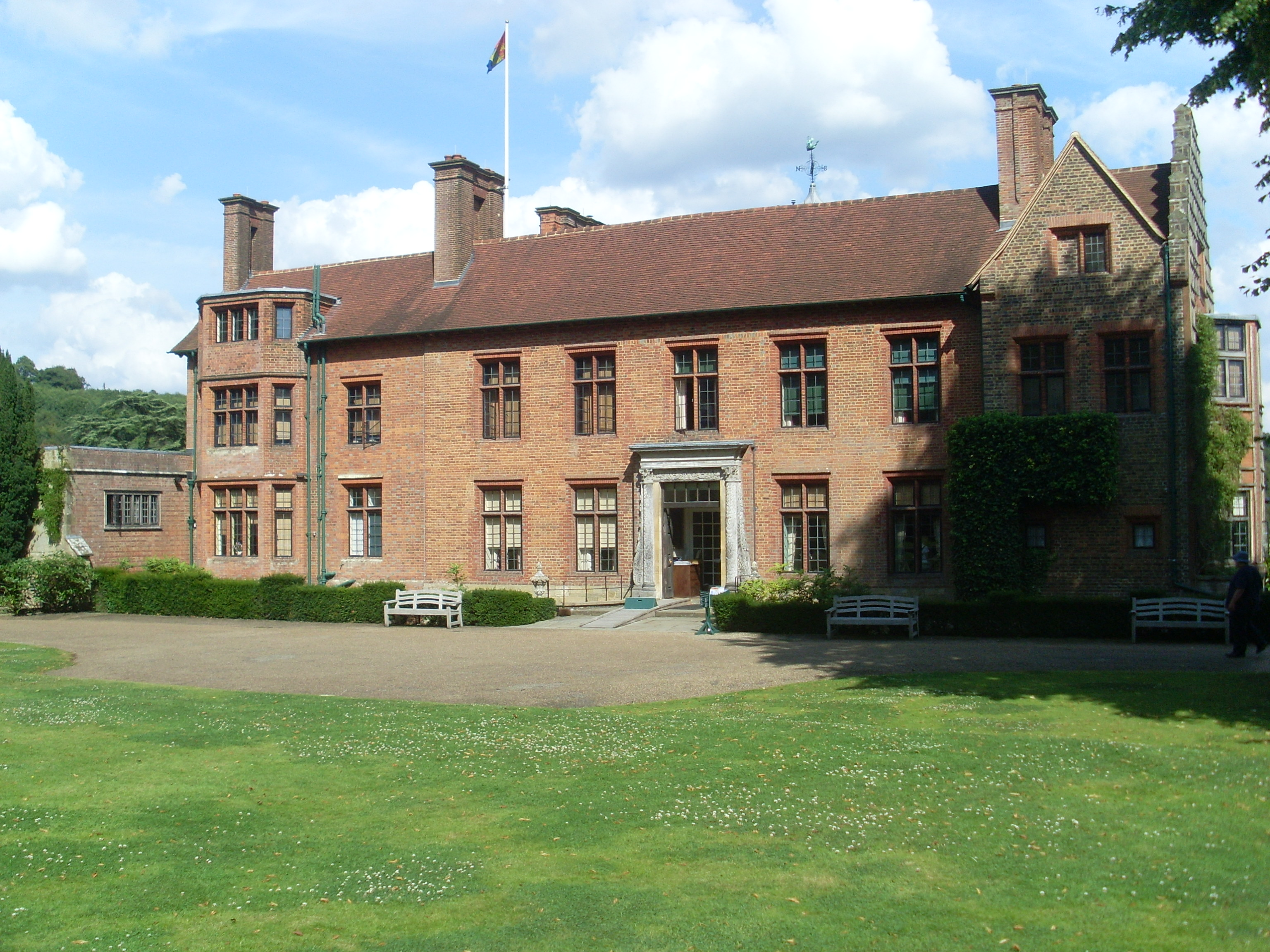
Winstonův dům Chartwell

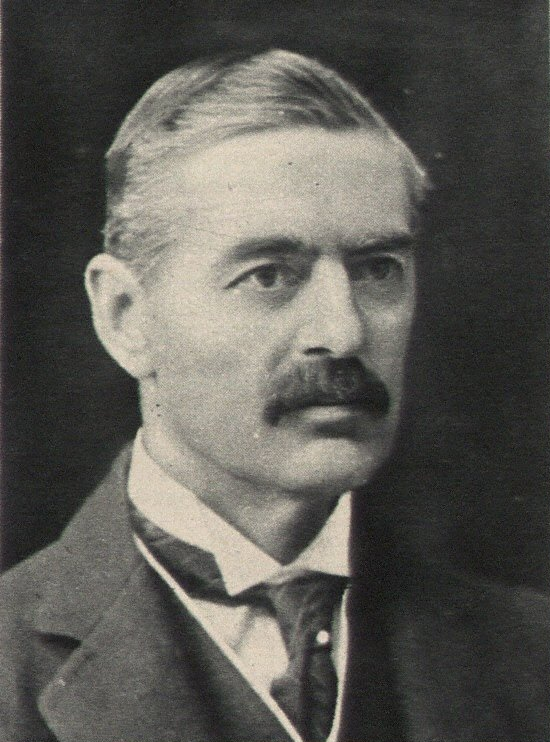
Neville Chamberlain

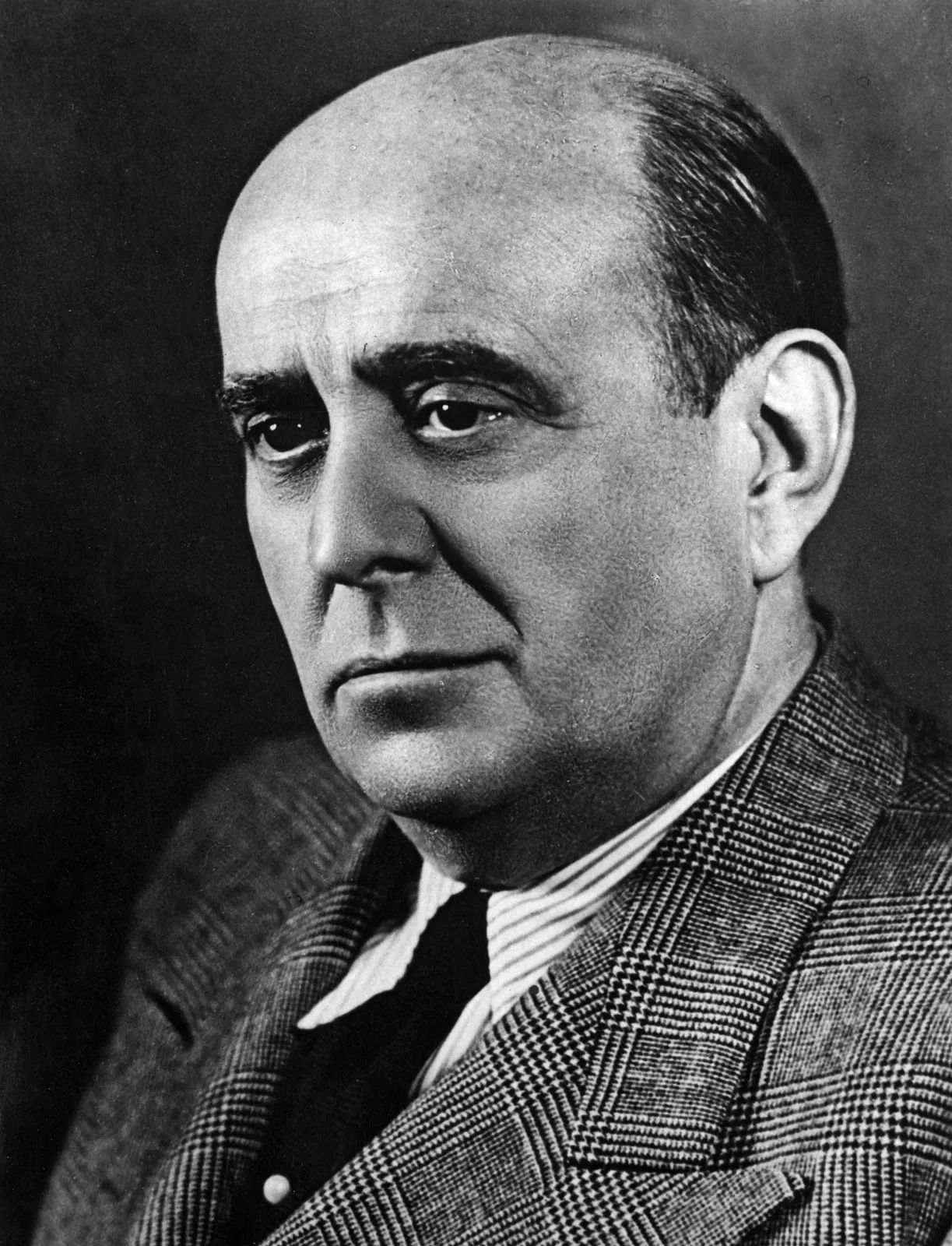
Jan Masaryk

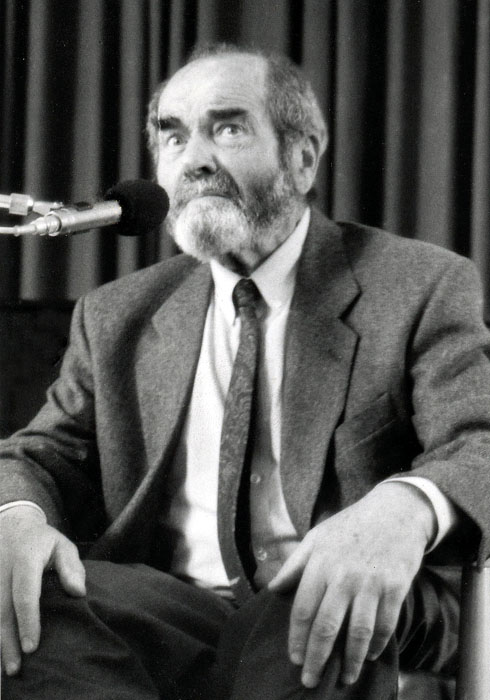
Pavel Tygrid

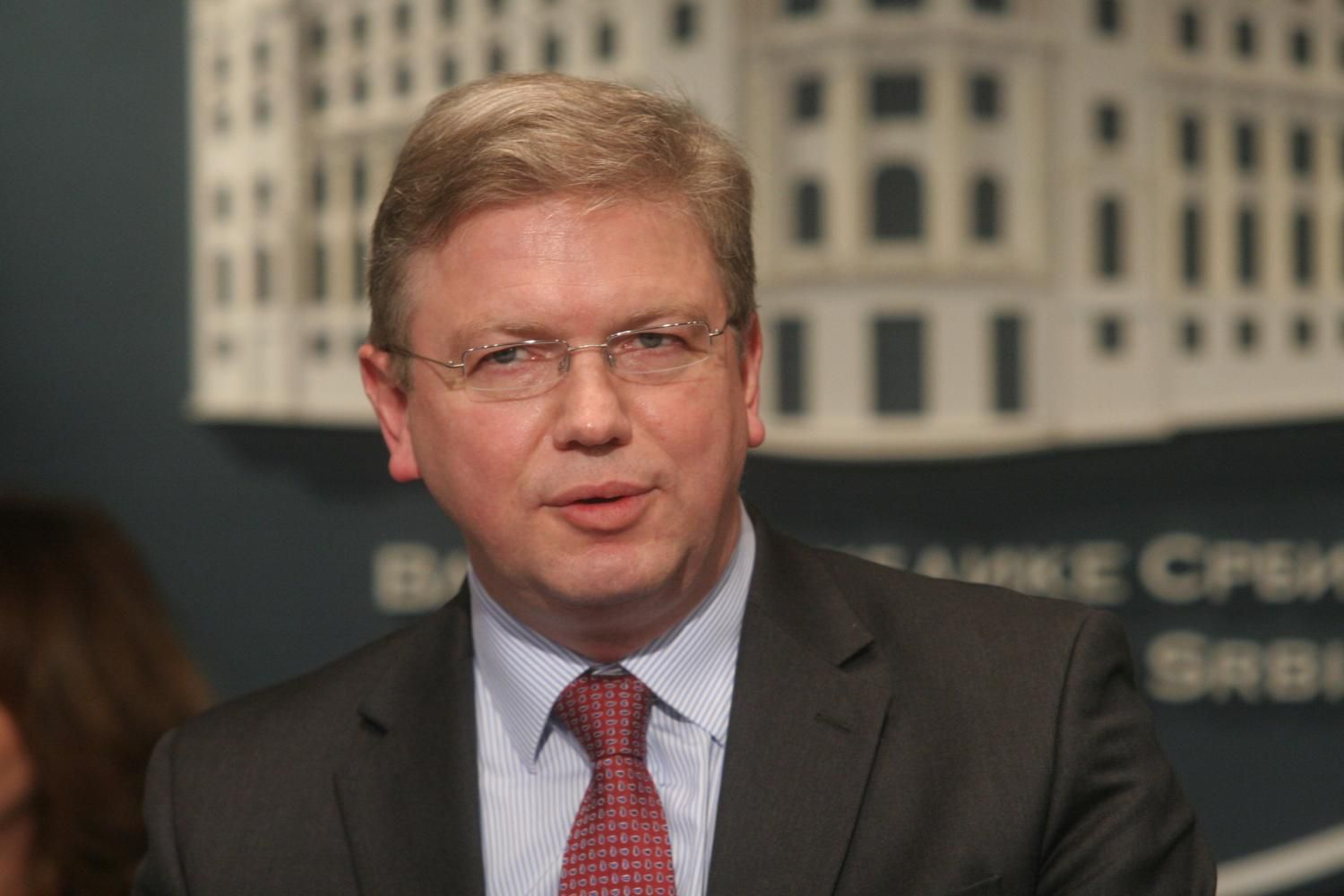
Štefan Füle

Shiela Grant Duffová (11. května 1913 Londýn – 19. března 2004) byla britská autorka, novinářka a zahraniční zpravodajka. Ve druhé polovině 30. letech 20. století působila jako novinářka v Československu (zahraniční zpravodajka britského nedělního časopisu The Observer). Tehdy byla v Praze jedinou Britkou mezi stálými zahraničními zpravodaji. Již několik let registrovala rostoucí expanzivní záměry hitlerovského Německa. Jako jednoznačná odpůrkyně appeasementu byla známa svými zprávami z období před druhou světovou válkou a rovněž svým jednoznačně pevným postojem proti anexi Československa nacistickým Německem. V letech 1940 až 1944 zastávala v Londýně funkci vedoucí československého válečného vysílání britské rozhlasové stanice BBC.

## Život

#### Rodinný původ a studia

##### Rodina
Shiela Grant Duff se narodila 11. května 1913 jako nejmladší dcera (ze čtyř potomků) Adriana Granta Duffa (* 1869 – září 1914, Aisne). a ctihodné Ursuly Lubbock (* 6. února 1885 – 15. ledna 1959). Narodila se v Londýně na náměstí Grosvenor Square v domě svého dědečka z matčiny strany Sira Johna Lubbocka. Její matka Ursula Lubbock byla nejstarší dcerou anglického bankéře, politika archeologa a biologa Sira Johna Lubbocka (1834–1913), Prvního Barona Avebury (v letech 1865–1900 Čtvrtý Baronet) a jeho druhé manželky Alice Lane Fox (celým jménem: Alice Augusta Laurentia Lane Fox-Pitt). Shieliným dědečkem z otcovy strany byl skotský politik Sir Mountstuart Elphinstone Grant Duff (1829–1906).

##### Adrian Grant Duff
Shielin otec Adrian Grant Duff zastával (v letech 1911 až 1913) funkci ministra armády v kabinetu po boku prvního lorda admirality Sira Winstona Churchilla. Později byl Adrian Grant Duff velícím důstojníkem (v hodnosti podplukovníka) v královském vysočiném pluku Na začátku první světové války v roce 1914 při útoku svého pluku padl v první bitvě u Aisne (First Battle of the Aisne).

##### Ursula Lubbock
Shielina matka Ursula Lubbock do Shiely vštípila nikoliv nenávist k Němcům, ale především nenávist k válce jako takové. Shiela považovala válku za největší zlo a později, když byla zděšena násilím a brutalitou nacistického režimu se rozhodla, že se pokusí zabránit vzniku další války. (Její odpor k válkám pramenil i z toho, že za první světové války padl její otec.) Shiela vyrůstala v přesvědčení, že přínos jejího otec jako tvůrce britské vládní „Knihy války“ (The British Government's War Book) byl přehlížen a že její otec nebyl v tomto ohledu nikdy doceněn. Tyto skutečnosti silně ovlivnily celé Shielino dětství a měly dopad na většinu její tvorby poté, co v roce 1934 opustila ženskou kolej Lady Margaret Hall na univerzitě v Oxfordu.

##### High Elms
Shiela sice vyrůstala v Londýně, ale téměř všechny prázdniny trávila u své babičky Alice v domě Lady Avebury (High Elms). Když dosáhla dospělosti, Lady Avebury jí půjčila The Clock House (High Elms Farm), kde Shiella žila se svým první manželem Noelem Newsomem a jejich dvěma dětmi, Jasperem a Penelopou, dokud její babička Alice nezemřela v roce 1947.

##### Studia
Shiela byla vychovávána v liberálním rodinném prostředí, kde rodina podporovala její vzdělání. Ve věku 12 let navštěvovala dívčí školu svatého Pavla v Londýně (St Paul's Girls' School) a v roce 1931 začala studovat filozofii, politiku a ekonomii v Oxfordu. V roce 1934 získala bakalářský titul B.A. na univerzitě v Oxforfdu (studovala na ženské koleji St. Margaret Hall resp. Lady Margaret Hall).

### Kariéra autorky a novinářky

#### The Times
Vlivný britský univerzální historik, teoretik a filosof dějin Arnold Joseph Toynbee (1889–1975) doporučil Shiele, aby se snažila odhalovat příčiny vzniku války například tím, že se stane zahraniční zpravodajkou. Její přihlášku do britského celostátního deníku The Times zamítl tehdejší redaktor George Geoffrey Dawson (1874–1944) s odůvodněním, že práce zahraničního dopisovatele není pro ženy vhodná.

#### Chicago Daily News
Shiela se v roce 1934 přestěhovala do Paříže, kam přicestovala s nadějí, že se stane novinářkou. Již tady si ale uvědomila, že Německo neopustilo svůj militarismus a nacionalismus a skutečnost, že se Adolf Hitler stal 30. ledna 1933 německým kancléřem, ji utvrdila v obavách, že Německo brzy zatouží po expanzi. V Paříži po dobu jednoho roku pracovala pro odpolední deník Chicago Daily News a spolupracovala s americkým novinářem a spisovatelem Edgar Ansel Mowrerem (1892–1977), který byl držitelem Pulitzerovy ceny a byl znám jako autor statí o mezinárodních událostech. Americký novinář Edgar Ansel Mowrer zbavil Shielu předsudků vůči Versailleské smlouvě, kterými byla zatížena z dob studia v Oxfordu svými styky a diskuzemi s Friedrichem Adamem von Trott zu Solz. Mowrer předpovídal druhou světovou válku již od roku 1933 a vysloužil si v nacistickém tisku označení „zapřisáhlý a prokazatelný nepřítel“. A byl to právě Mowrer, kdo Shielu ovlivnil v jejím pohledu na politické „uklidňovače“ ze 30. let 20. století i na osobu Friedricha Adama von Trott zu Solz.

#### The London Observer
V lednu roku 1935 našla Shiela zaměstnání jako korespondentka na volné noze pro britské nedělní noviny The London Observer v komisi pro oblast tzv. Sárského teritoria, které bylo spravováno Společností národů v letech 1920 až 1935. Během všeobecných voleb v roce 1935 pracovala jako sekretářka mluvčího britské Strany práce (Labor Party) pro zahraniční věci barona Hugha Daltona

#### Džaváharlál Néhrú
Když v roce 1936 navštívil Anglii indický politik Džaváharlál Néhrú dělala mu Shiela po čas jeho britského pobytu asistentku. Zde si uvědomila, že by se v dalším svém úsilí měla soustředit na nutnost podpory přežití „malých národů“ v Evropě.

#### Chicago Daily News
Skutečnou obavu z možné války si Shiela uvědomila po Hitlerově invazi do Porýní v březnu 1936 ve světle předtuchy, že Československo bude zřejmě dalším Hitlerovým cílem. Po jednoroční práci pro odpolední deník Chicago Daily News  se její pozornost soustředila od roku 1936 na Československo.

#### V Československu
V červnu roku 1936 se Duffová přestěhovala do Prahy, aby se zde zhostila úlohy pražské korespondentky pro britské nedělní noviny The London Observer. Jako korespondentka nedělníku The Observer byla Duffová v Praze z Británie jediná (ostatní reportovali z Vídně), pokud ovšem nepočítáme Elizabeth Wiskemannovou, jenž ale sbírala materály pro svoje knihy v oblasti Sudet. Další dva roky Duffová intenzivně pracovala ve snaze o odvrácení války: psala pro různé noviny a argumentovala proti snaze „uklidnit“ Adolfa Hitlera. Na pozadí rozpínavosti nacistického Německa navázala v Československu přátelství s novinářem a důvěrníkem československého prezidenta Dr. Edvarda Beneše PhDr. Hubertem Ripkou. Ten ji dále zasvětil do východoevropské politiky a představil ji též několika předním českým politickým osobnostem.
V únoru 1937 podnikla Shiela na žádost amerického novináře Edgar Ansel Mowrera pracovní výjezd do španělského přístavního města Málagay, aby zde zjistila osud maďarsko-britského spisovatele, filozofa a novináře židovského původu Arthura Koestlera (1905–1983), kterého nacionalisté zatkli jako republikánského špiona.
Na jaře roku 1937 si Shiela stále častěji uvědomovala že svým pohledem na appeasement se více a více odklání od oficiální orientace britských nedělních novin The London Observer. A nebyl to jen její vnitřní pocit, protože i list The Observer skutečně tou dobou stále častěji psal v prohitlerovském a protičeském tónu. Její reportáže otiskoval list jen sporadicky a pokud již tak učinil, dával jim takové titulky, ve kterých Československo působilo jako agresor. Čeští novináři se tak mohli oprávněně domnívat, že Shiela Grant Duffová je nejspíše na výplatní listině prohitlerovských novinářů. Dokonce vycítila, že mnozí lidé v Praze list The London Observer považovali za finančně podporovaný německou vládou. Na její stížnost, kterou adresovala ústředí listu v Londýně, dostala odpověď v tom smyslu, že editoriální politiku listu neurčují v žádném případě jeho zahraniční zpravodajové.
Po setkání s britským ministrem Sirem Basilem Newtonem v Praze napsala, že „se cítí strašně depresivní z cynického a bezcitného přístupu svých krajanů“ k Československu. V květnu 1937 rezignovala na svoji pozici v listu The Observer a pro další noviny (britský konzervativní týdeník The Spectator) již pracovala jako novinářka na volné noze (a často se pod svoje články raději ani nepodepisovala). V létě roku 1937 začal německý ministr propagandy Joseph Goebbels v nacistickém tisku stupňovat nenávistnou kampaň zaměřenou proti Československu.
Na adresu Duffové se občas snášely prudce odmítavé až nenávistné reakce stoupenců appeasementu. Příkladem budiž i dopis od nejmenovaného čtenáře regionálního listu (týdeníku) Cheshire Observer z března roku 1939:
Slečna Grant Duffová by měla děkovat šťastné hvězdě, líp řečeno naší vládě (premiéra Chamberlaina), když píše žalozpěv za národ, kterému jsme se nikdy nezavázali pomoct a o kterém většina našeho národa a obyvatel ani nic neví. Dělá se mi upřímně nevolno, když čtu, že by se Británie měla propadat hanbou. Proč? Protože zachránila miliony mladých životů od vyhlazení a miliony matek před neskonalým zármutkem? Vážně, čím víc přemýšlím o nestydaté zaslepenosti a bláznivých předsudcích těchto anti—mnichovanských imbecilů, tím radši bych je přesunul do Španělska nebo Číny, aby okusili moderní válku. Může mi slečna Grant Duffová říct, jakou útěchu najde matka v tom, že sice bude pořád existovat Česko-Slovensko, ale její syn je mrtvý, manžel zmrzačený a doma má cínovanou medaili?
čtenář regionálního listu Cheshire Observer, O práci Shiely Grant Duffové; březen 1939, 
Na popud českého novináře z Lidových novin PhDr. Huberta Ripky
Znáte Churchilla? Můžete se dostat k Churchillovi? Je to osoba, která pořád říká, že Anglie musí zůstat silná a postavit se Hitlerovi. Můžete v tom něco udělat?
PhDr. Hubert Ripka, Prosba směrem k Shiele Grant Duffové, 
využila Duffová svého příbuzenského vztahu se Sirem Winstonem Churchillem  Budoucí britský premiér Churchill pozval Duffovou na své venkovské sídlo Chartwell.
K mému velkému překvapení mě usadili hned vedle Churchilla. Po celý oběd mi kladl otázky o situaci ve střední Evropě. Ohromně se mi ulevilo. Vůbec poprvé jsem opravdu našla někoho, koho to vášnivě zajímalo.
Shiela Grant Duffová, O svém setkání s Churchillem, 
Během následujících více než dvou let sloužila Duffová jako kontaktní osoba mezi oběma muži a později (po jejím návratu do Anglie) též jako Churchillova blízká poradkyně.

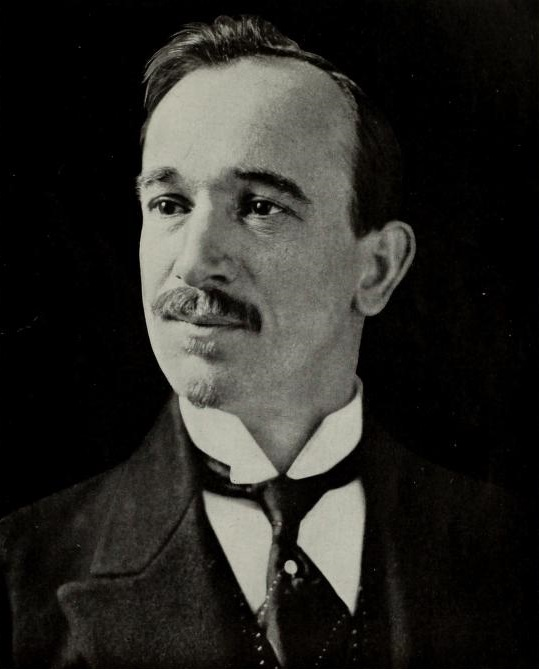
Prezident Dr. Edvard Beneš
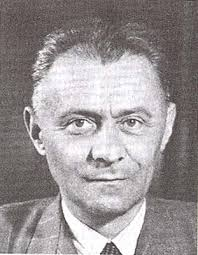
Politik a novinář Lidových novin PhDr. Hubert Ripka
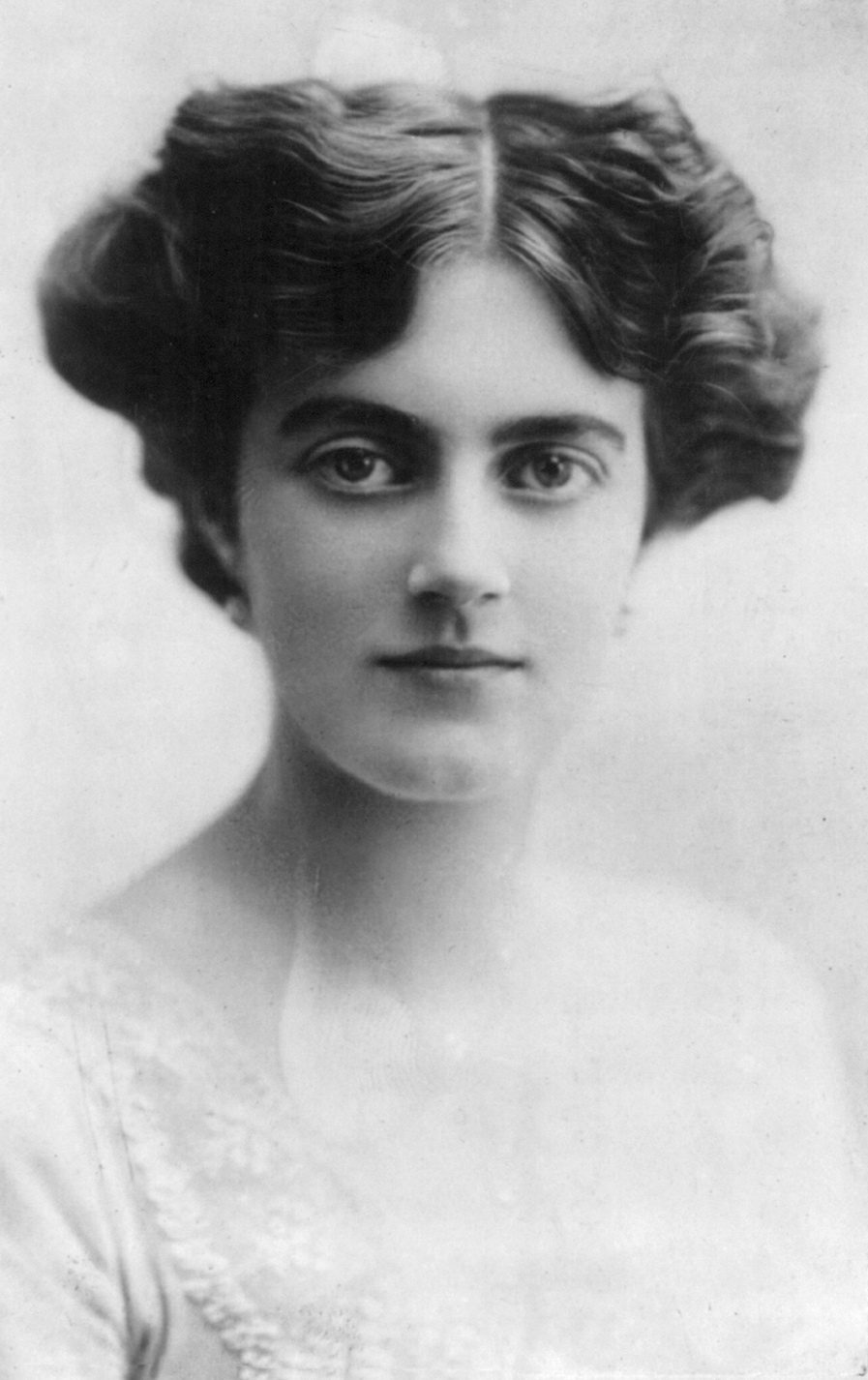
Clementine Churchillová, manželka Sira Winstona Churchilla
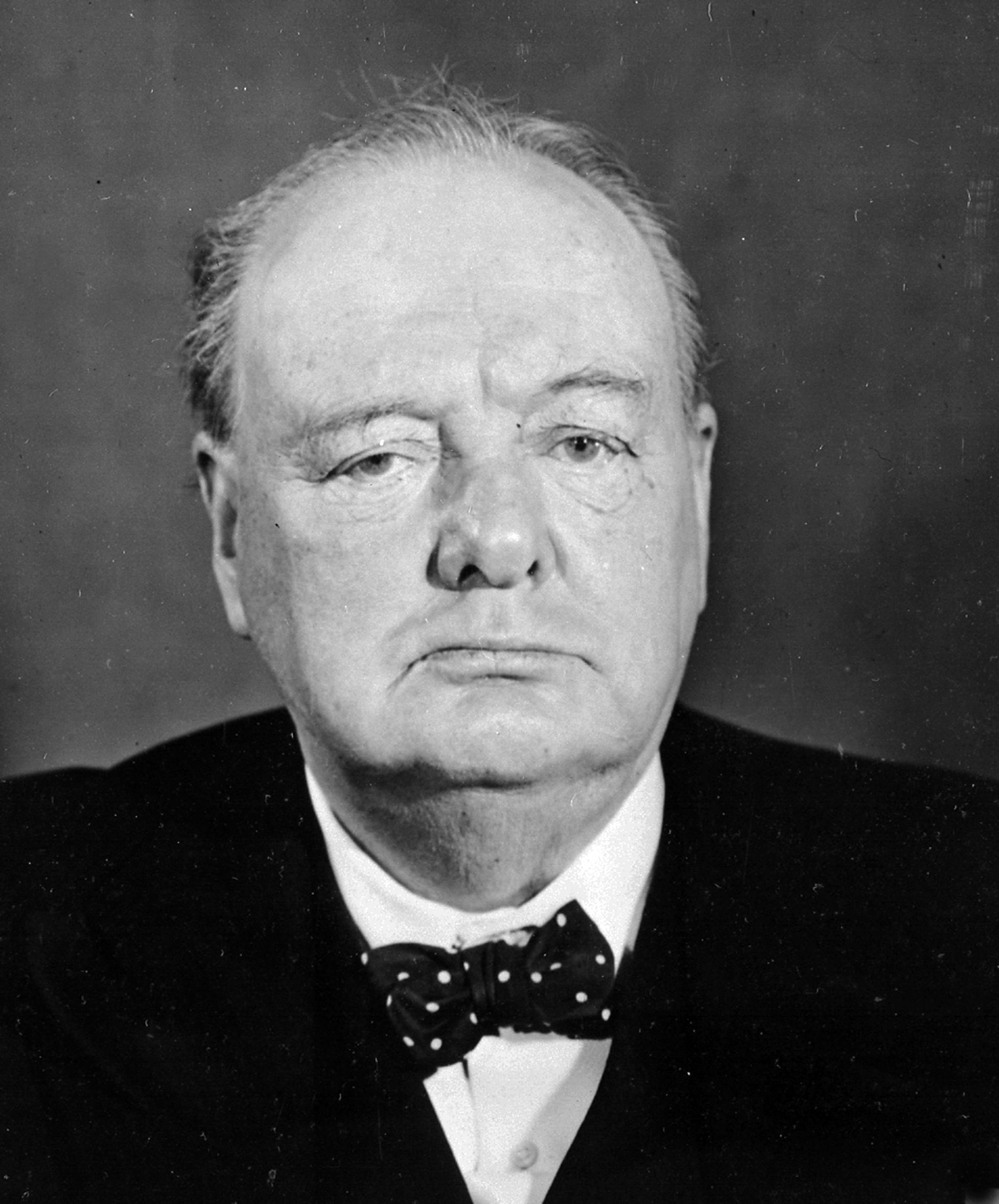
Sir Winston Churchill

#### Němci a Češi
Byla odhodlanou stoupenkyní demokratického Československa. Na rozdíl od zájmů Adolfa Hitlera a komunistů v Československu věřila Duffová, že nenásilí a svobodná země jsou v nejlepším zájmu tam žijících Čechů, Moravanů a Slováků. Tímto tématem se zabývala její první útlá kniha (jen cca 56 stran) German and Czech: A Threat to European Peace (Němci a Češi: Hrozba pro evropský mír) vydaná již v roce 1937.

#### Evropa a Češi
V následujícím roce se Duffová snažila získat pro Československo podporu mezi Brity, jimž byla primárně určena její druhá 217stránková kniha Europe and the Czechs (Evropa a Češi) vydaná v roce 1938 nakladatelstvím Penguin Books. Duffová psala svoji knihu Evropa a Češi s vírou, že pomůže zabránit Chamberlainovu podpisu Mnichovské dohody s Hitlerem. Podle dohody Duffové s nakladatelstvím Penguin Books se autorka vzdala honoráře za prvních 50 tisíc výtisků s tím, že kniha musí být vydána co nejdříve. Další její podmínkou bylo, že každý britský poslanec dostane tři výtisky této knihy. Kniha byla skutečně britským poslancům doručena a to právě v ten den, kdy se britský premiér Arthur Neville Chamberlain vrátil 30. září 1938 z Mnichova po podpisu Mnichovské dohody. Během roku 1938 a jara roku 1939 se kniha díky historickým událostem ve střední Evropě stala bestsellerem.
Lidé v Británii prostě nevěděli, že Československo je demokratická země bez koncentračních táborů, kde jsou Němci ve skutečnosti svobodnější než v nacistickém Německu a mají lepší zacházení než jakákoliv jiná národnostní menšina v Evropě.
Shiela Grant Duffová, Po návratu z Londýna v roce 1938, 

#### Friedrich Adam von Trott zu Solz
Za druhé světové války, navázala Shiela Grant Duffová romantický vztah s německým šlechticem, právníkem, diplomatem a konzervativním odpůrcem proti nacizmu Třetí říše. Tento muž se jmenoval Friedrich Adam von Trott zu Solz.

#### Danzig za Prahu
Duffová nemohla sloužit von Trottovi jako kontaktní osoba mezi Winstonem Churchillem a německou vládou, protože von Trott nechtěl Duffovou seznámit se svojí odbojovou činností. Duffová na oplátku otevřeně kritizovala von Trottovo kumpány, kteří zastávali pozice appeasementu. Hubert Ripka a Shiela Duffová se asi v polovině roku 1939 setkali s Adamem von Trott zu Solz při jedné z návštěv Anglie. Po setkání Ripka referoval Churchillovi podstatu „ohromujícího“ návrhu, který Ripkovi učinil von Trott a o němž se Ripka domníval, že nejspíše pochází z dílny samotného Hermanna Göringa. Podstatou návrhu (označovaného jako „Danzig for Prague“ tj. „Danzig za Prahu“) bylo stažení Hitlerovy armády z Německem okupovaného území tj. z Protektorátu Čechy a Morava výměnou za polské území a svobodné město Danzig, které bylo jedním z nejdůležitějších přístavů v Baltském moři. Sama Shiela Duffová si vlastně nebyla jista, zda von Trott skutečně usiloval o tuto „výměnu“ území, nebo to považoval za prostředek k dosažení jiného cíle, případně k zabránění vypuknutí druhé světové války či ke získání času pro nějaký nespecifický tlak (nebo akci) protihitlerovského odboje.

#### Druhá světová válka
Na začátku druhé světové války pracovala Duffová v Královském institutu pro mezinárodní záležitosti (The Royal Institute of International Affairs) ale na tuto pozici rezignovala a poté začala působit v britské veřejnoprávní rozhlasové a televizní společnosti BBC.

##### BBC
V letech 1940 až 1944 se tak Miss Grant Duffová stala první redaktorkou českého vysílání (české sekce) v BBC evropské služby (European Service). V roce 1942 se provdala za Noela Newsoma, zakladatele a ředitele BBC evropské služby.
Noelu Newsomeovi (jako řediteli evropského vysílání BBC) bylo přímo podřízeno přes 500 zaměstnanců. Po nástupu do své funkce na začátku druhé světové války si stanovil za cíl, že BBC bude v rámci rozhlasové propagandy mluvit pravdu a bude odporovat účelově pojaté a lživé nacistické propagandě.  Jeho prvním počinem bylo odsunutí redaktorů BBC (včetně těch z české sekce) z improvizovaného sídla, kterým bylo bruslařské kluziště se skleněnou střechou bez protileteckých krytů v londýnské čtvrti Maide Vale (Maida Vale). Přesun zdůvodnil logicky tím, že v době nacistických náletů na Londýn je toto místo pro jeho podřízené mimořádně nebezpečné.
Shiela a já jsme zcela sdíleli politické názory. Mnichovská dohoda pro mě byla nejvíc traumatizující zkušeností celé mé žurnalistické kariéry. Na československou sekci BBC jsem se mohl spolehnout, protože Shiela byla její šéfredaktorkou.
Noel Newsome, O práci Shiely Grant Duffové v BBC, 
A byl to právě Noel Newsome ředitel odpovědný za válečné vysílání BBC určené pro Evropu, kdo pomohl celoevropsky prosadit známou BBC válečnou znělku „V“. Nápad na zvukovou podobnost s písmenem „V“ z morseovy abecedy vzešel z belgické sekce BBC a opíral se o fakt, že slovo vítězství (victoria) v mnoha evropských jazycích začíná právě tímto písmenem. Nacisté monitorovali každou zprávu z evropských redakcí BBC a Newsome (a nejspíše i jeho manželka Shiela) byl na seznamu osob, které chtěli nacisté po dobytí Británie zatknout a soudit.
Po svatbě v roce 1942 byl manželský pár (Noel Newsome a Shiela Grant Duffová) pozván Winstonem Churchillem do Downing Street číslo 10. I toto byla cesta, jak utvrdit britské politiky v přesvědčení, že válečné zpravodajství BBC je účinnou zbraní psychologické války s nacistickou propagandou.
Během druhé světové války se manželům Newsomovým narodila dcera Penelope Newsomeová. Jejím kmotrem se stal tehdejší exilový ministr zahraničí Jan Masaryk.
Drahá Shielo, samozřejmě, že přijímám. Vzhledem k událostem, které se staly, sám vlastní děti nemám. Přátelství s tebou a tvou malou dcerkou je pro mě obrovskou ctí a radostí. Děkuji Ti, že ve mě máš důvěru – možná působím tvrdě, ale uvnitř se občas cítím drobný a vystrašený. Dej mi vědět, kdy a kde.
Jan Masaryk, Odpověď Shiele na její žádost o kmotrovství pro Penelope v červenci 1943, 
Vztah Shiely jako šéfky československého vysílání BBC k Čechům vyjadřuje nejlépe její snaha o alespoň „nepatrné“ splacení dluhu, kterým je britský národ od dob Mnichova povinen národu Čechů a Slováků. Tento její postoj se odrazil i v jejím vyznání, jenž Shiela Grant Duffová sdělila Pavlu Tigridovi a které Pavel Tigrid zveřejnil ve své knize Volá Londýn: ze zákulisí československého vysílání z Londýna (Praha, ÚSTR; 2017):
Nikdy jsme necenzurovali projevy československých politiků, kteří tvrdě napadali mnichovskou dohodu. Ale po celou dobu jsme si byli vědomi, že důvěru Čechoslováků nelze získat nějakou obranou nebo omlouváním minulosti, ale příklady z přítomnosti a důkazy o tom, že za války se ve Velké Británii znovu objevily vlastnosti, pro které byla obdivována a ctěna na evropské pevnině.
Shiela Grant Duffová, Vyznání sdělené Pavlu Tigridovi, 

##### Německý protektorát
Shiela pokračovala v boji za Československo a v roce 1942 napsala další knihu A German protectorate: the Czechs under Nazi rule. (Německý protektorát: Češi pod nacistickou vládou.). Kniha vyšla v Londýně v nakladatelství Macmillan a kromě toho, že odhalovala skutečný výkon německé správy na okupovaném území protektorátu byla též studií mezikontinentálních strategických důsledků německé expanze na jihovýchod.

### Po druhé světové válce

#### Michael Sokolov
V psaní o Československu a v návštěvách svých přátel zde pokračovala Shiela i po skončení druhé světové války prakticky až do převzetí moci komunisty v Československu v roce 1948. V této době ji Lady Avebury nechala žít v domě The Clock House (High Elms Farm). Po neúspěšném prvním manželství s Noelem Newsomem, které skončilo rozvodem, se Duffová podruhé vdala v roce 1952 za Rusa Michaela Sokolova Granta (a jmenovala se Shiela Sokolov Grant). Michael Sokolov Grant se původně jmenoval Micheal Vicentivich Sokolov a jednalo se o „bílého Rusa“ druhé generace, který ve druhé světové válce sloužil jako důstojník královského námořnictva. Manželé pak vedli poklidnou existenci vyplněnou životem a prací na farmách v Anglii a v Irsku. S tímto svým druhým manželem žila Shiela až do jeho smrti v roce 1998 a měli spolu tři děti: Fionu Augustu, Ivana a Alexandra.
V době, kdy se schylovalo k srpnovým událostem roku 1968 v Československu napsala Duffová do britského listu The Times dopis, kde schvalovala záměr prošetřit okolnosti smrti svého rodinného přítele a bývalého ministra zahraničí Jana Masaryka.
Ať už Masaryk zemřel vlastní rukou, nebo to způsobily ruce někoho jiného, byl obětí politiky let 1938 a 1948. Po roce 1945 se vracel s tím, že Československo bude nezávislé. Fakt, že tomu po roce 1948 nebylo pravdy o nic víc než v roce 1938, ho uvrhl do beznaděje.
Shiela Grand Duffová, O Janu Masarykovi před srpnem 1968, .

#### Rozdělení cest
V roce 1982 vydala Shiela monografii The parting of ways: a personal accound of the thirties. (Rozdělení cest: Osobní účet třicátých let). V dvousetstránkové vzpomínkové knize zachycuje svůj život před druhou světovou válkou, kniha obsahuje i pasáže o jejím životě v High Elms, popisuje nejen svoje vysokoškolské studium na univerzitě v Oxfordu, ale především svoji žurnalistickou práci v Evropě s důrazem na několik let, které strávila jako korespondentka v předválečném Německu a Československu. Po vydání této publikace se Shiela zúčastnila několika dokumentů BBC o 30. letech 20. století a též diskusí o Mnichovské dohodě, kterou vždy kritizovala jako velkou a pošetilou zradu Britů a Francouzů.

#### Ušlechtilý boj
O šest let později – v roce 1988 (na pozadí studií historiků o odporu proti německému nacizmu a úloze a podílu von Trotta na něm) –publikovala Shiela svoji úplnou korespondenci se svým velkým přítelem Adamem von Trott zu Solz v díle A Noble Combat: The Letters of Shiela Grant Duff and Adam von Trott zu Stolz, 1931-1939 (Ušlechtilý boj: Dopisy Shiely Grant Duffové a Adama von Trott zu Stolz, 1931-1939). Autorka se v knize mimo jiné zabývá i svým myšlenkovým rozchodem s pojetím von Trotta z června roku 1939 zvláště po jeho návrhu, jenž možno charakterizovat jako výměnu „Danzig za Prahu“.

#### Závěr
Shiela doufala, že vydá biografii svého dědečka z otcovy strany, Sira Mounstuarta Elphinstone Granta Duffa, ale ta zůstala nedokončena. Také se zabývala biografií svého dědečka z matčiny strany, Sira Johna Lubbocka, lorda Aveburyho. Shieliny dopisy a dokumenty jsou archivovány v hlavní studijní Bodleyově knihovně v Oxfordu a většina jejího výzkumu o Mounstuartovi a většina jeho dopisů a referátů je k nalezení v Britské knihovně v Londýně.
Shiela Grant Duffová zemřela 19. března roku 2004. Dle vyjádření rodinných příslušníků se Shiele během života nikdy nedostalo oficiálního uznání a ocenění za její obranu demokracie a svobody v Československu ve druhé polovině 30. let 20. století, před a po Mnichovu a ani za její působení ve funkci šéfky československého vysílání v BBC ve válečných letech 1940 až 1944. O to více překvapilo (po její smrti) všechny pozůstalé (jmenovitě pak i vnuka Shiely Grant Duffové Jamese Newsoma) při smuteční vzpomínce na Oxfordské univerzitě (v roce 2004) vystoupení českého velvyslance (ambasadora) v Británii Štefana Füleho, který in memoriam Shiele Grant Duffové jménem českého lidu vyjádřil oficiální poděkování.

## Rodina (přehled)

### Dědečkové
- z matčiny strany: Sir John Lubbock, První Baron Avebury[pozn. 25]
- z otcovy strany: Sir Mountstuart Elphinstone Grant Duff

### Rodiče
- Otec: Podplukovník Adrian Grant Duff (* 1869 – září 1914, bitva u Aisne)[6]
- Matka: Ursula Lubbock (* 6. února 1885 – 15. ledna 1959)[6]
- Sňatek: 22. října 1906[6]

### Sourozenci
- Jean Grant Duff (* 12. listopadu 1907 – ????)[6]
- Ursula Fiona Grant Duff (* 6. prosince 1908 – ????)[6]
- Neill Adrian Mountstuart Grant Duff (* 1910 – 1940)[6]

### Manželé
- První manžel: Noel Newsome (sňatek se Shielou v roce 1942; zemřel v roce 1972)[6]
- Druhý manžel: Michael Sokolov Grant (sňatek se Shielou v roce 1952; zemřel v roce 1998)[6]

### Děti
- (z 1. manželství): Jasper Newsome; Penelope Newsome
- (ze 2. manželství): Fiona Augustua; Ivan; Alexandr.[7]

## Výběr z tvorby (chronologicky)
- GRANT DUFF, Shiela. German and Czech: A Threat to European Peace. (Němci a Češi: Hrozba pro evropský mír.) London: Victor Gollancz, 1937; 56 stran; New Fabian Research Bureau Pamphlets. No 36.
- GRANT DUFF, Shiela. Europe and the Czechs. (Evropa a Češi.) První vydání; Harmondsworth: Penguin Books, 1938. 217 stran.
- GRANT DUFF, Shiela. A German protectorate: the Czechs under Nazi rule. (Německý protektorát: Češi pod nacistickou vládou.) London: Macmillan, 1942. 304 stran.
- GRANT DUFF, Shiela. Fünf Jahre bis zum Krieg. Eine Engländerin im Widerstand gegen Hitler. (Pět let do války. Angličanka v odporu proti Hitlerovi.) C.H.Beck, 1978. ISBN 3-406-01412-7
- GRANT DUFF, Shiela. The parting of ways: a personal accound of the thirties. (Rozdělení cest: Osobní účet třicátých let.) Vydání první. Londýn: Peter Owen, 1982. 223 stran; ISBN 0-7206-0586-5
- GRANT DUFF, Shiela. A Noble Combat: The Letters of Shiela Grant Duff and Adam von Trott zu Stolz, 1931-1939. (Ušlechtilý boj: Dopisy Shiely Grant Duffové a Adama von Trott zu Stolz, 1931-1939.); 1988